# Verkkokauppa.com
Verkkokauppa.com är Finlands näst största hemelektronikkedja på Internet. Omsättningen 2009 motsvarade 1,6 miljarder svenska kronor. Företaget har även tre butiker i Finland. Grundad år 1992 och har över 700 anställda. Huvudkontoret ligger i Busholmen i Helsingfors. VD för företaget är Panu Porkka. Företaget har 19 000 kvadratmeter lokaler runtom i Finland.